# Чужое небо
«Чужое небо» — четвертый сборник стихов Николая Гумилёва, выпущенный в 1912 году в Петербурге журналом «Аполлон».

## Структура издания
Книга была указана как недавно изданная в марте 1912 в № 6 Русской художественной летописи (приложении к журналу Аполлон). Сборник вышел с подзаголовком «Третья книга стихов», при том, что он был четвертым по счету, о чем свидетельствовал список книг Гумилева, приведенный в конце самого издания. Таким образом Гумилев демонстративно отказывался от своего первого «ученического» сборника. Михаил Кузмин в «Письмах о русской поэзии» предпочитает видеть в новом сборнике второй шаг по пути, начавшемся с «Жемчугов», поскольку «Романтические цветы» были включены автором в состав последнего, а «Путь конквистадоров» Гумилев не посчитал нужным переиздавать.
В состав сборника вошла часть стихотворений «караваевского» цикла, написанных поэтом летом — осенью 1911 для альбомов его родственниц сестер Марии и Ольги Кузьминиых-Караваевых; Анна Ахматова считала эти стихи посредственными, а Вячеслав Иванов сравнительно неплохими, хотя и не самостоятельными.
Разделы книги были составлены по жанрам. В первом представлена преимущественно лирика, во втором баллады и стихи балладного типа, в том числе стилизации под африканские песни, в третьем переводы, в четвертом поэмы, в пятом пьеса, и предполагается, что автор таким образом стремился показать возможности содержательных и формальных новаций в различных видах поэзии.

## Состав сборника

### I
- Ангел-хранитель
- Две розы
- Девушке
- На море
- Сомнение
- Сон
- Отрывок («Христос сказал: "Убогие блаженны…"»)
- Тот другой
- Вечное
- Константинополь
- Современность
- Сонет («Я, верно, болен: на сердце туман…»)
- Однажды вечером
- Она
- Жизнь
- Из логова змиева

### II
Посвящается Анне Ахматовой
- Я верил, я думал
- Ослепительное
- Родос
- Паломник
- Жестокой
- Любовь
- Баллада («Влюбленные, чья грусть, как облака…»)
- Укротитель зверей
- Отравленный
- У камина
- Маргарита
- Оборванец
- Туркестанские генералы

Абиссинские песни
- I. Военная
- II. Пять быков
- III. Невольничья
- IV. Занзибарские девушки

### III
Из Теофиля Готье (переводы)
- На берегу моря
- Искусство
- Анакреонтическая песенка
- Рондолла
- Гиппопотам

### IV
Поэмы
- Блудный сын
- Открытие Америки

### V
- Дон Жуан в Египте (одноактная пьеса в стихах)

## Критика
Валерий Брюсов в обзоре современной русской поэзии в № 7 Русской мысли отмечает в новом сборнике «известное движение вперед» и то, что «по-прежнему холодные, но всегда продуманные стихи Н. Гумилева оставляют впечатление работ художника одаренного, любящего свое искусство, знакомого со всеми тайнами его техники», намекает на преобладание в его стихах формы над содержанием, при этом замечая интересные мысли и новые темы, к которым автор раньше не обращался.
Сергей Городецкий, вместе с которым Гумилев незадолго до этого возглавил Цех поэтов, в соответствии с принципами акмеизма, провозглашенного вскоре после выхода книги, отметил в своей рецензии («Речь» 15 (28).10.1912), что в сборнике много свежести, вместо символов даны жизнеспособные образы и в стихах «нет ни мистики, ни магии, ни каббалистики, ни теософии».
Короткий благожелательный отзыв оставил Владимир Нарбут, зато Борис Садовский написал разгромную рецензию («Современник», 1912, № 4), заявив, что о новом сборнике «как о книге поэзии, можно бы не
говорить совсем, потому что ее автор — прежде всего не поэт», при том, что стихи его неплохо «сделаны» и даже похожи на настоящую поэзию. При этом «все открытия г. Гумилева, искателя спокон века открытых Америк, сводятся исключительно к сочинению головоломных рифм, к подбору небывалых созвучий», тогда как образы и темы его остаются заимствованными, мертворожденными и «высосанными из пальца». Критик противопоставляет экзотичности Гумилева простоту Афанасия Фета, призывавшего находить сюжеты в обыденности.
Владислав Ходасевич в вышедшем в 1914 году Обзоре русской поэзии пишет о новом сборнике:

…последняя книга Н. Гумилева «Чужое небо» выше всех предыдущих. И в «Пути конквистадоров», и в «Романтических цветах», и в «Жемчугах» было слов гораздо больше, чем содержания, ученических подражаний Брюсову — чем самостоятельного творчества. В «Чужом небе» Гумилев как бы снимает наконец маску. Перед нами поэт интересный и своеобразный. В движении стиха его есть уверенность, в образах — содержательность, в эпитетах — зоркость. В каждом стихотворении Гумилев ставит себе ту или иную задачу и всегда разрешает ее умело. Он уже не холоден, а лишь сдержан, и под этой сдержанностью угадывается крепкий поэтический темперамент.
У книги Гумилева есть собственный облик, свой цвет, как в отдельных ее стихотворениях — самостоятельные и удачные мысли, точно и ясно выраженные. Лучшими стихотворениями в «Чужом небе» можно назвать «Девушке», «Она», «Любовь», «Оборванец». Поэмы слабее мелких вещей, но и в них, например в «Открытии Америки», есть прекрасные строки. Самое же хорошее в книге Гумилева то, что он идет вперед, а не назад.— Ходасевич А. Ф. Русская поэзия. Обзор / Собрание сочинений. Т. 1. — М.: 1996. — С. 414—415
Второе издание «Чужого неба» анонсировалось в 1918 году в сборнике «Фарфоровый павильон», но так и не было осуществлено.